# Icchak Wittenberg
Icchak Wittenberg lub Izaak ps. Leon (jid. ‏איציק װיטנבערג‏‎‎; ur. 1907, zm. 1943) – żydowski działacz podziemia w czasie II wojny światowej, przywódca oraz jeden z twórców Zjednoczonej Organizacji Partyzanckiej w Wilnie, w której reprezentował środowiska komunistyczne.
Niedługo po powstaniu organizacji, informacje o jej istnieniu dotarły do Niemców, którzy zażądali wydania jej przywódcy grożąc represjami wobec mieszkańców wileńskiego getta. Wittenberg dobrowolnie za zgodą organizacji (uchwała sztabu FPO z 16 lipca 1942) oddał się w ręce Niemców. Według innych informacji, hitlerowcy sami aresztowali Wittenberga w lipcu 1943, lecz działacze FPO odbili go, jednak naziści zażądali jego wydania i ten dobrowolnie oddał się w ich ręce.
Działaczka ruchu oporu w getcie wileńskim, Róźka Korczak w swoich wspomnieniach napisała: „Pamięć o Wittenbergu będzie żywa w naszym narodzie, a dla nas będzie zawsze przykładem wielkiego bohaterstwa”.
Według jednych danych został zamordowany przez gestapo, według innych popełnił samobójstwo w celi, na której ścianie zachował się napis „Zemścijcie się! – Icchak Wittenberg”.